# 幻のハックルバック
『幻のハックルバック』（まぼろしのハックルバック）は、1976年に発売された鈴木茂とハックルバックのスタジオ・アルバム。

## 解説
1975年に鈴木茂が単身アメリカに渡りレコーディングを行ったファースト・ソロ・アルバム『BAND WAGON』収録曲を、ライブで再現するために結成されたバンド、“ハックルバック”が、エンジニア田中信一からの発注でオーディオ・フェアの山水ブースで流す目的で同年10月にレコーディングした音源を収録。本作はバンド解散後の1976年にリリースされた。
鈴木によれば、ライヴでやっていた曲をそのままのアレンジで1日で録ったという。いずれの収録曲も、オリジナル・アルバム制作を目的としたレコーディングではなかったが、同グループにとって唯一のスタジオ・レコーディング作品となった。
本作は当初カセットのみでリリースされたが、1989年にCD化され、1996年には紙ジャケット仕様にて再リリース、アナログ盤も完全生産限定盤にて同時発売された。また、「100Wの恋人」と「砂の女」は、2008年にリリースされたクラウン在籍時のソロワーク集ボックス・セット『鈴木茂ヒストリー・ボックス〜クラウン・イヤーズ1974-1979』の“LIVE AND RARE TRACKS”にも収録された。

## 収録曲
| 全編曲: 鈴木茂とハックルバック。 |                                              |        |        |
| #                                | タイトル                                     | 作詞   | 作曲   |
| 1.                               | 「グレート・アメリカン・ファンキー・ガール」 |        | 鈴木茂 |
| 2.                               | 「100Wの恋人」                               | 松本隆 | 鈴木茂 |
| 3.                               | 「レイン・イン・ザ・シティー」               |        | 佐藤博 |
| 4.                               | 「砂の女」                                   | 松本隆 | 鈴木茂 |

| #  | タイトル               | 作詞 | 作曲・編曲             |
| -- | ---------------------- | ---- | ---------------------- |
| 1. | 「ジャングル・ジャム」 |      | 鈴木茂とハックルバック |

## クレジット
| Electric Guitar – 鈴木茂               |
| Keyboards, Guitar – 佐藤博             |
| Fender Bass – 田中章弘                 |
| Drums – 林敏明                         |
|                                        |
| Percussion – 斉藤ノブ                  |
| Background Vocal – 桑名マサヒロ        |
|                                        |
| Recorded at Crown 1st Studio Oct. 1975 |

## リリース日一覧
| 地域 | タイトル           | リリース日     | レーベル              | 規格 | カタログ番号 | 備考 |
| ---- | ------------------ | -------------- | --------------------- | ---- | ------------ | --- |
| 日本 | 幻のハックルバック | 1976年         | CROWN                 | CT   | DCT-2141     | |
| 日本 | 幻のハックルバック | 1989年10月25日 | PANAM ⁄ CROWN         | CD   | ZL-5012      | 初CD化。 |
| 日本 | ハックルバック     | 1996年5月22日  | PANAM ⁄ CROWN         | CD   | CRCP-28104   | 長門芳郎による鈴木茂インタビュー、およびハックルバックのフォト・アーカイブを収載。紙ジャケット仕様。ジャケットは、ZL-5012と同じ写真を加工したもの。 |
| 日本 | ハックルバック     | 1996年5月22日  | PANAM ⁄ CROWN ⁄ VIVID | LP   | VSLP-4008    | 初アナログ化。完全限定生産盤。ジャケットはCRCP-28104と共通のものを使用。                                                                            |